# Julio Mangada Rosenörn
Julio Mangada Rosenörn (Sancti Spíritus, 30 giugno 1877 – Città del Messico, 14 aprile 1946) è stato un ufficiale ed esperantista spagnolo che fece parte dell'esercito popolare repubblicano durante la guerra civile.

## Biografia
Noto per le sue idee progressiste e, a volte, radicali, fu membro della massoneria, iniziato nel luglio del 1906 nella loggia "Progresso" di Madrid, ragione pur la quale fu imprigionato.
Nel 1932, durante la Seconda Repubblica, fu protagonista del cosiddetto incidente di Carabanchel, difendendo il regime dagli ufficiali più conservatori. Questo atto gli diede un'enorme popolarità e sostegno.
Nel 1936, all'inizio della Guerra Civile, comandò la colonna nota come "Colonna Mangada" e vinse con essa numerose battaglie vicino a Madrid. Le sue truppe sconfissero anche le file del comandante fascista Lisardo Doval, uccidendo il cofondatore della Falange Española Onésimo Redondo. Per tutto ciò fu promosso colonnello e fu generalmente noto come "Il Generale del Popolo".
Dopo alcune sconfitte e dopo la fine della guerra andò in Messico, dove morì.
Mangada fu un promotore della lingua internazionale esperanto. Fu presidente dell'Associazione Esperantista spagnola, oltre alle sue altre responsabilità. Scrisse alcune opere in questa lingua e tradusse in esperanto alcune opere della letteratura spagnola. Fu revisore del libro di Ludwig Zamenhof sull'homaranismo, la sua dottrina ideologica, della quale Mangana seguì gli insegnamenti.

## Opere

### In esperanto
- Ferdinando Via kaj Farinelli (novella storica, 1920)
- Helpanta temaro por ĉiuj landoj (corso dell'esperanto, 1925)
- Avila (1925)
- Pri Hispanujo kaj ĝiaj popolkantoj
- Versaĵaro (poesia, 1922)
- El moderna hispana Parnaso (antologia di poesie, 1927)
- Cervantes: Du junaj fraŭlinoj kaj Korneliino (traduzione delle due novelle di Cervantes, 1927)
- Amelia kaj Marina (poesia, 1934)

### In spagnolo
- ¿Con quién?, trattato storico.
- El fascio en el ejército (1934)